# 302KC
DIGNO T 302KC（ディグノ ティー サンマルニケイシー）は、京セラによって開発された、ワイモバイル（「電話サービス(タイプ1)」対応）の第3.9世代移動通信システムスマートフォン端末である。

## 概要
302KCは、2014年9月11日に発売された端末。複数のヤフーのアプリケーションがプリインストールされている。
本端末はソフトバンクモバイル網（以前のEMOBILE 4G-Sだが、初のHybrid 4G LTE仕様）ベースであるため、キャリアメールは、ymobile.ne.jpが割り当てられ（emobile-s.ne.jpおよびwcm.ne.jp利用者は継続利用が可能な場合がある）、Google+ ハングアウトを用いて行う。緊急速報メールも、ソフトバンクモバイル型が採用されている。ただし、ワイモバイル自社網（LTE Bands 3/UMTS Bands 9）は利用不可。
ソフトバンクモバイル網ベースであるためか、302HWとは異なり、SIMロックがかけられている。

## 沿革
- 2014年7月18日 - Y!mobileブランド立ち上げ発表と同時に、本端末の発売を発表
- 2014年9月11日 - 発売開始

## アップデート履歴
- 2014年12月9日 - ソフトウェア更新。バージョン(ビルド番号):101.0.2c00
カメラ中央部の色味が異なる場合があったため、色調を調整。動作の安定性を向上。
- 2015年4月21日 - ソフトウェア更新。バージョン(ビルド番号):102.0.2e00
セキュリティ機能の改善。動作の安定性を向上。